# Z 691
,,
Le Z 691 est un chasse-neige rotatif à voie métrique de la ligne de St-Gervais-Vallorcine à traction électrique et alimenté par troisième rail.

## Description
En 1962, la SNCF fait construire afin d'appuyer le Z 450 un nouveau chasse-neige électrique à turbines. Il est construit par les ateliers SNCF de Nevers et d’Oullins, sur la même base technique et esthétique que les Z 600. En effet, il repose à l'origine sur la base d'un bogie moteur de Z 600, livré en même temps que ces automotrices comme pièce détachée de réserve, ainsi que sur un troisième essieu porteur situé juste après les turbines. Il résulte de cette assemblage une mauvaise tenue de voie qui entraine de nombreux déraillements, il est donc modifié peu de temps après : le bogie moteur et le troisième essieu porteur sont déposés, et le châssis est remonté sur deux essieux moteurs fixes. Ses organes de traction et de freinage sont également semblables à ceux équipant les Z 600.
Concernant les turbines mesurant 1 mètre 47 de diamètre et composées chacune de 4 pâles, elles sont enchâssée dans un carter métallique. Les hélices rejettent la neige dans le carter par force centrifuge, et deux tuyères orientables collectent ensuite la neige pour l’évacuer en jets d’un côté, de l'autre, ou des deux côtés de la voie. Elles sont motorisées par un moteur M1T, identique aux BB 8100, qui développe 515 kW en régime permanent, et qui si nécessaire peut monter à plus pendant de courtes périodes, couplé à une boite de réduction. Il est également équipé d'un couteau rotatif central pour améliorer son efficacité, ainsi que d'une fraise située sous l'étrave pour assurer le déboudinage, c'est-à-dire pour retirer la neige située entre les deux rails avant qu'elle ne se tasse et se transforme en glace, ce qui peut causer des déraillements. Il peut travailler dans une hauteur de neige allant jusqu'à 1  mètre 80, à une vitesse de travail allant de 40 km/h à 8 km/h suivant l'état et l'épaisseur de la neige.
Le Z 691 est muni sur sa deuxième extrémité d’un attelage automatique Scharfenberg, permettant de l'atteler à une automotrice Z 600. En effet, même s'il est automoteur, il était toujours poussé lors des opérations de déneigement en ligne par une automotrice Z 600. Il pouvait également être utilisé en tête d’un train régulier jusqu’à 40 km/h, notamment sur le premier train du matin, ou sur un train de journée en période de fortes chutes de neige.

## Livrées
À l'origine, il est livré dans la même livrée rouge et crème que les Z 600. Entre 1981 et 1985, les Z 600 reçoivent une importante révision accompagnée d'une nouvelle livrée à base de gris et d'orange TGV, livrée qui lui sera ensuite également appliquée.

## Fin de carrière
À partir du début des années 2000, le Z 691 n'est plus utilisé et n'est plus autorisé à circuler en ligne. Il est stocké pendant plusieurs années au dépôt de la gare de Saint-Gervais-les-Bains-Le Fayet, avant d'être finalement acheminé par transporteur routier au ferrailleur de Culoz le 13 Octobre 2022 pour désamiantage et destruction.